# Référendum saint-marinais de 2013
Le référendum saint-marinais de 2013 est un référendum organisé à Saint-Marin et ayant eu lieu le 20 octobre 2013. Celui-ci porte sur deux questions : l'ouverture d’une procédure d’adhésion de Saint-Marin à l'Union européenne et la mise en place de mesures économiques permettant l'indexation des salaires sur l'évolution de l’inflation.
Le taux de participation est de 43,38 % avec 14 448 votants sur la question européenne et de 43,31 % avec 14 422 votants sur la question des salaires pour un corps électoral de 33 303 personnes. 50,28 % des votants ont répondu favorablement à la question posée soit 6 732 personnes à la première question et 73,12 % à la seconde, soit 10 025 personnes.
Mais du fait de la législation saint-marinaise, pour que le scrutin soit valide, il aurait fallu que l'une ou l'autre option soit votée par 32 % des inscrits. Le vote en faveur de l'adhésion représentant 20,22 % des inscrits et celui sur les salaires, 30,10 %, les résultats n'ont pas eu d'incidence directe.

## Résultats
| Réponse                         | Voix   | %        |
| ------------------------------- | ------ | -------- |
| Oui                             | 6 732  | 46,59 %  |
| Non                             | 6 657  | 46,08 %  |
| Blancs ou Nuls                  | 1 059  | 7,33 %   |
| Total (participation : 43,38 %) | 14 448 | 100,00 % |

| 50,28 % | 49,72 % |
| Oui     | Non     |

| Réponse                         | Voix   | %        |
| ------------------------------- | ------ | -------- |
| Oui                             | 10 025 | 69,51 %  |
| Non                             | 3 685  | 25,55 %  |
| Blancs ou Nuls                  | 712    | 4,94 %   |
| Total (participation : 43,31 %) | 14 422 | 100,00 % |

| 73,12 % | 26,88 % |
| Oui     | Non     |

## Sources